# Visual Objects
Visual Objects (VO) ist eine objektorientierte Programmiersprache für 32-Bit-Plattformen. Mit ihr werden Applikationen zum Betrieb unter Windows entwickelt.
VO ist ein allgemeines Entwicklungswerkzeug, das über eine komplette IDE verfügt und von anderen Produkten oder Lizenzen unabhängig lauffähige .EXE- und .DLL-Files erzeugt, da die erzeugten Binärdateien ausschließlich auf der Win32 API basieren. Aufgrund seiner Entstehungsgeschichte wird es oft zur Entwicklung von Datenbank-Applikationen verwendet.

## Entstehung
Das Visual-Objects-Projekt (Code-Name Aspen) resultiert ursprünglich aus der Idee, die Programmiersprache Clipper nach Windows zu portieren und das prozedurale Clipper zu einer objektorientierten Sprache weiterzuentwickeln. Darüber hinaus versah die damalige Entwicklerfirma Nantucket das neue Produkt mit einem Maschinen-Code-Compiler und führte weitere C-Sprachen-Elemente ein (beispielsweise typisierte Variablen), um Windows-Erweiterungen einbinden zu können (beispielsweise COM, ODBC, ADO).
In der Entwicklungsphase (1992) wurde Nantucket von Computer Associates (CA) aufgekauft. Zu diesem Zeitpunkt war Aspen ein rein deutsches Projekt unter der Federführung von Dr. Alexander Burak Kozan. Weitere Mitglieder des Aspen-Teams waren Lothar Bongartz, Gunnar Main, Frank Mantek, Uwe Holz, Ralf Saborowski und Dietmar Bos.

## Aktuelle Version
Die Visual Objects Version 1.0 wurde ab 4. Quartal 1994 durch CA vertrieben. Zurzeit (Stand Frühjahr 2013) ist VO in der Version 2.8 (Servicepack 4) auf dem Markt. Eine .Net-Framework-Weiterentwicklung ist unter dem Namen Vulcan.NET in Version 2 verfügbar. Im Jahre 2003 hat CA die Weiterentwicklung und Vermarktung von VO an GrafXSoft übertragen.
Am 31. Dezember 2017 hat GrafX Database Systems Inc. laut eigener Homepage den Betrieb eingestellt. 